# Серги кошги
Выставочный дворец «Серги Кошги» (туркм. Sergi köşgi) — выставочный комплекс в Ашхабаде, самый крупный в Туркменистане.

## История
Здание возведено в 2005 году, расположено в центре Ашхабада.
Здание имеет обширную выставочную зону на трёх этажах.

## Деятельность
Диапазон выставок весьма широк:
- международные выставки
- ярмарки
- конференции
- конгрессы
- фестивали
- конкурсы
- бизнес-форумы
- семинары